# 515 (tal)
515 är det naturliga heltal som följer 514 och följs av 516.

## Matematiska egenskaper
- 515 är ett udda tal.
- 515 är ett sammansatt tal.
- 515 är ett semiprimtal[1].
- 515 är ett defekt tal.
- 515 är ett palindromtal i det decimala talsystemet.

## Inom vetenskapen
- 515 Athalia, en asteroid.